# ماركوس جوريز
ماركوس جوريز (بالإسبانية: Marcos Aurelio Gorriz)‏ مواليد 3 مارس 1964 في برشلونة، هو لاعب كرة مضرب إسباني سابق بدأ مسيرته كمحترف سنة 1989 وكان يلعب باليد اليسرى. أعلى تصنيف له في الفردي كان المركز الـ 88 في سنة 1992. أعلى تصنيف له في الزوجي كان المركز الـ 73 في سنة 1991.

## النهائيات

### الزوجي: 3 (1–2)
| الحصيلة | الرقم | السنة | الدورة              | الأرضية | الشريك         | المنافس                       | النتيجة       |
| ------- | ----- | ----- | ------------------- | ------- | -------------- | ----------------------------- | ------------- |
| الوصافة | 1.    | 1990  | سان مارينو          | ترابية  | جوردي بريلو    | فويتيتش فلجل دانيال فاتشيك    | 1–6, 6–4, 6–7 |
| الوصافة | 2.    | 1990  | إتاباريكا، البرازيل | صلبة    | توماس كاربونيل | ماورو مينيزيس فرناندو روس     | 6–7, 5–7      |
| الفوز   | 3.    | 1991  | جنوى، إيطاليا       | ترابية  | ألفونسو مورا   | ماسيمو أردينجي ماسيمو بوسكاتو | 5–7, 7–5, 6–3 |

## روابط خارجية
- ماركوس جوريز على موقع رابطة محترفي التنس (الإنجليزية)
- ماركوس جوريز على موقع الاتحاد الدولي لكرة المضرب (الإنجليزية)